# Blast
Blast er et dansk soul-funk bigband, som blev stiftet i 1980, opløst i 1990 og gendannet i 2005. Blast spiller funky dansemusik med hornarrangementer, sangerinder i front, en swingende rytmegruppe og en række musikere. Bandet er ledet af basunisten Bjarne Thanning.

## Historie
Ved Brandbjerg Højskoles jazzstævne 1980 var Bjarne Thanning stævneleder sammen med saxofonisten Hanne Rømer. Stævnet gav inspiration til at Blast kort tid efter blev startet med Hanne Boel, Lise Dandanell og Tina Schaefer i front. og gik første i øvelokalet 1. september 1980.
Blast var og er først og fremmest et live-band, hvilket deres to live-udgivelser vidner om. Bandet optrådte hyppigt i 1980'erne og en liste over deres koncerter kan ses på bandets hjemmeside. Heraf fremgår, at første koncert var 18. december 1980 i Jazzhus Montmartre (København), og den sidste 10 år senere, 7. december 1990 på Slagelse Gymnasium. Blast spillede i den periode på de danske gymnasier, i haller, og i jazzklubber. De optrådte også på bl.a. Roskilde Festivalen (1983)  og flere gange på Copenhagen Jazz Festival, senest i 2018.
Bandet stoppede i 1990 efter 10 år og mere end 300 koncerter og 4 lp'er/cd'er. Ved en koncert på Copenhagen Jazz Festival 2010 (i Aksel Møllers Have på Frederiksberg) annoncerede Thanning, at Blast havde tænkt sig at begynde at spille igen.

## Gendannelsen
En reunion-koncert fandt sted torsdag 26. maj 2005 i Amager Bio.
Samtidig præsenteredes en samling af Blast-numre på albummet "Replay", hvorpå man også finder to tracks fra en live session i Hookfarm-studiet i efteråret 1985, hvor Do It 'Till Dawn og Drive My Car præsenteres i alternative arrangementer.
I forbindelse med gendannelsen blev Hanne Boel, der på det tidspunkt var optaget af egen karriere, udskiftet med Pernille Dan.

## Lyden
Lyden var i begyndelsen inspireret af amerikansk west-coast-funk à la Tower of Power og Earth, Wind & Fire med en karakteristisk hornsektion med inspiration fra bl.a. Jerry Hey (trompet og arrangør af hornsektioner). Normalt er der kun tre blæsere i funk og fusion, – med en karakteristisk crisp lyd, har Kenneth Agerholm udtalt i et interview. I Blast blev en tykkere lyd opnået uden den traditionelle måde at lægge akkorderne på – stort anlagt med hele akkorden skrevet ud i en meget tung lyd: Vi bruger mere ferske akkorder – sus-akkorder f.eks., som er mere luftige i klangen. Og så bruger vi blæserne ret percussivt, som Bjarne Thanning har udtrykt det. Ifølge Blask kommer inspirationen bl.a. fra Beatles, Earth Wind & Fire og helt tilbage til Chuck Berry og rhythm and blues.
Bjarne Thannings tilgang til Blast er primært musikalsk, og han lægger ikke så meget vægt på indholdet af sangene. Jeg lytter aldrig til tekster. I hvert fald kun til sang som lyd., har han udtalt.

## Besætningen i Blast
Blast har haft mange ansigter igennem de første ti år, bandet eksisterede. Nedenfor er en formentlig ufuldstændig liste over personer, der var med i Blast 1981-1990. Se i øvrigt varierende besætning under Diskografi nedenfor.
- Hanne Boel (v) (1981–1986)[8]
- Tina Schäfer (v) (fra 1981)[4]
- Lise Dandanell (v) (fra 1981)
- Tamra Rosanes (v) [9]
- Mona Larsen (v) (1980)[4]
- Lei Moe (v) (1980)[4]
- Lupe Moe (v) (1980)[4]
- Roy Richards (v) (1980)[4]
- Jørn Hoel (v)
- Bjarne Thanning (trombone, bandleder)
- Kenneth Agerholm (trombone)
- Jørn Nørredal (trombone)[10]
- Steen Nikolaj Hansen (basun, tenorhorn)[11]
- Bob Ricketts (sax)
- Niels Harrit (sax)
- Ole Himmelstrup (sax)
- Niels Macholm (sax)
- Ole Thøger Nielsen (sax)
- Hendrik Jørgensen (trompet, fluegelhorn)
- Egon Petersen (trompet, fluegelhorn)
- Ole Hansen (trompet, fluegelhorn)
- Poul Christian Nielsen (trompet, fluegelhorn)
- Peter Rasted (trompet, fluegelhorn)
- Kenneth Jensen (trompet, fluegelhorn)
- Jesper Sveidahl (trompet)
- Carsten Andersen (trompet)
- Ethan Monnot Weisgard (trommer)[3]
- Hans Fagt (trommer) (1981-1986)[12]
- Niels Ratzer (trommer)
- Jacob Andersen (perc.)
- Birger Sulsbruck (perc.)[3]
- Poul Halberg (guitar)
- Jakob Olsen (guitar)
- Frans Bak (keyboards) (1980-1985)[13]
- Jørgen Emborg (keyboards) (1981-1985)[14]
- Jørgen Kaufmann (keyboards)
- Ole Skipper Mosgaard (bas)
- Jette Schandorf (bas) (i den første udgave af Blast)[15]
- Lars Elsving (bas)
- Jon Bruland (bas, keyb)
- Misen Larsen (backing vocal)
- Peter Busborg (lead & backing vocal)
- Michael Elo (backing vocal)
- Anders Høg Møller (Trombone)

### Blast i 2005[16]
- Lise Dandanell – vocal
- Tina Schäfer – vocal
- Pernille Dan – vocal
- Jakob Olsen – guitar
- Jørgen Kaufmann – keys
- Ole Skipper Mosgaard – bas
- Niels Ratzer – trommer
- Niels Macholm, Niels Harrit, Ole Himmelstrup – saxer
- Jesper Sveidahl, Carsten Andersen, Peter Rasted – trompet
- Kenneth Agerholm, Bjarne Thanning – trombone

### Blast i 2013
I februar 2013 gik en ny version af bandet i STC studierne og indspillede 4 titler live for et udvalgt publikum. Blast begyndte herefter at spille koncerter igen og optrådte bl.a. på Copenhagen Jazzfestival 2013.
Besætningen inkluderede tre nye sangerinder men også musikere fra den oprindelige besætning, ikke mindst Bjarne Thanning. Der blev spillet nye og oprindelige sange - de oprindelige sange ofte i de oprindelige arrangementer. Den funky lyd var bevaret, selv om der også blevet plads til mere jazzede numre som fx "Orange Coloured Sky". Der findes flere videoer på bandets Facebook-side.
Besætningen i Blast version 6.2:
- Britt Hein Jespersen – vocal
- Christina Boelskifte – vocal
- Helle Henning – vocal
- Jakob Olsen – guitar
- Jørgen Kaufmann – keys
- Ole Skipper Mosgaard – bas
- Niels Ratzer – trommer
- Kasper Wagner, Nis Toxværd, Ole Himmelstrup – saxer
- Carsten Andersen, Hendrik Jørgensen, Kim Krauch– trompet
- Kenneth Agerholm, Bjarne Thanning – trombone

### Blast 2021
- Britt Hein – vocal
- Sara Broberg – vocal
- Helle Henning – vocal
- Jakob Olsen – guitar
- Stig Kaufmanas– keys
- Ole Skipper Mosgaard – bas
- Niels Ratzer – trommer
- Kasper Wagner, Thomas Hass, Stig Naur – sax
- Jens Gotholdt, Thomas Kjærgaard, Hendrik Jørgensen – trompet
- Kenneth Agerholm, Bjarne Thanning – trombone [18]

## Diskografi
Blast diskografi
| Track | Titel                              |
| ----- | ---------------------------------- |
| 1     | With A Little Help From My Friends |
| 2     | Forbidden Feelings                 |
| 3     | City Light                         |
| 4     | Davy                               |
| 5     | Get Lost                           |
| 6     | 80                                 |
| 7     | Higher Ground                      |
| 8     | Just Like Brand New                |
| 9     | Party Down                         |

Musikere på dette album: Hanne Boel, Tina Schafer, Lise Dandanell, Ole Skipper Mosgaard, Hans Fagt, Jakob Olsen, Frans Bak, Ole Hansen, Poul Christian Nielsen, Egon Petersen, Ole Thoger Nielsen, Ole Himmelstrup, Niels Harrit, Bob Ricketts, Anders Hog Moller, Bjarne Thanning, Kenneth Agerholm, Jacob Andersen & Poul Halberg.
Tuba Records, udgivet: 1983
Blast (2)
| Track | Titel                |
| ----- | -------------------- |
| 1     | Drive My Car         |
| 2     | Everywhere I Go      |
| 3     | Got A Lot To Share   |
| 4     | Betcha Wanna Be Here |
| 5     | Taking The Chances   |
| 6     | Do It ‘Til Dawn      |
| 7     | Story Of My Life     |
| 8     | Wake Me Up           |

Musikere på dette album: Hanne Boel, Tina Schafer, Lise Dandanell, Bjarne Thanning, Bob Ricketts, Niels Harrit, Ole Himmelstrup, Egon Petersen, Ole Hansen, Poul Christian Nielsen, Kenneth Agerholm, Jakob Olsen, Jørgen Kaufmann, Ole Skipper Mosgaard, Niels Ratzer & Peter Rasted.
EMI Records, udgivet: 1986
| Track | Titel              |
| ----- | ------------------ |
| 1     | The Rocket         |
| 2     | One Night Stand    |
| 3     | Tell Me What It Is |
| 4     | You Can't Do That  |
| 5     | Love Affair        |
| 6     | Mr. No No          |
| 7     | It's Only Life     |
| 8     | Same Old Story     |
| 9     | Total Commitment   |
| 10    | Black Rhythm       |

Musikere på dette album: Lise Dandanell, Jakob Olsen, Jørgen Kaufmann, Jon Bruland, Niels Ratzer, Bjarne Thanning, Kenneth Agerholm, Kenneth Jensen, Peter Rasted, Niels Macholm, Ole Himmelstrup, Misen Larsen & Peter Busborg.
EMI Records, udgivet: 1987
| Track | Titel                            |
| ----- | -------------------------------- |
| 1     | Listen To Them Now               |
| 2     | Tell Me Why                      |
| 3     | Better Time                      |
| 4     | All That I Need                  |
| 5     | Moments (Chicco, Don't Know You) |
| 6     | Rock The Boat                    |
| 7     | Room 304                         |
| 8     | Don't Do It                      |
| 9     | A Good Day To Fall In Love       |
| 10    | Somewhere                        |

Musikere på dette album: Lise Dandanell, Jakob Olsen, Lars Elsving, Jørgen Kaufmann, Bjarne Thanning, Kenneth Jensen, Peter Rasted, Niels Ratzer, Misen Larsen, Ole Himmelstrup, Niels Macholm, Kenneth Agerholm, Peter Busborg, Jørn Hoel, Jon Bruland & Michael Elo.
EMI Records, udgivet: 1988
| Track | Titel                              |
| ----- | ---------------------------------- |
| 1     | Drive My Car                       |
| 2     | The Rocket                         |
| 3     | Davy                               |
| 4     | Same Old Story                     |
| 5     | Takin' The Chances                 |
| 6     | 80                                 |
| 7     | Get Lost                           |
| 8     | One Second One Minute              |
| 9     | Do It 'Till Dawn                   |
| 10    | Party Down                         |
| 11    | Better Time                        |
| 12    | With A Little Help From My Friends |
| 13    | Do It 'Till Dawn (bonus track)     |
| 14    | Drive My Car (bonus track)         |

Musikere på dette album: Hanne Boel, Tina Schafer, Lise Dandanell, Ole Skipper Mosgaard, Hans Fagt, Jakob Olsen, Frans Bak, Ole Hansen, Poul Christian Nielsen, Egon Petersen, Ole Thoger Nielsen, Ole Himmelstrup, Hendrik Jørgensen, Niels Harrit, Bob Ricketts, Anders Hog Moller, Bjarne Thanning, Kenneth Agerholm, Peter Rasted and others.
EMI Records, udgivet 2005